# 缺氧水體
缺氧水體（Anoxic waters）是指海水、淡水或地下水中的溶氧已經不足，處在嚴重缺氧的情形下。美國地質調查局定義缺氧地下水是溶氣量小於每升0.5毫克。此情形常出現在水循環受限的地區。
大部份的情形下，由於物理性的阻隔以及明顯的密度分層（例如高鹽份的水會停留在內陸高鹽湖泊的底部），氧氣很難溶到水深的地方。若水生生物或細菌耗氧的速度比氧氣溶進水中的速度快，也會有缺氧的情形。
缺氧水體是自然現象，常出現在地質學的歷史中。例如有些學者推測造成大量海洋生物滅絕的二叠纪－三叠纪灭绝事件，可能就是因為廣泛的水體缺氧造成。現今有些湖泊中的水是缺氧水體，例如波罗的海。現來也有些指標指出富营养化已增加了水體缺氧的程度，地區包括波罗的海、墨西哥灣和華盛頓州的胡德運河。

## 原因和影響
水體缺氧的原因有許多種，例如死水、水的密度分層、有機物質的輸入，以及強烈的温跃层。例子包括有峡湾（入口處較淺的灣底使水無法流通）。在水污染控制中，會用anoxic表示單純的缺少氧氣，而anaerobic一詞會用來表示沒有電子受體（例如硝酸盐、硫酸鹽或氧氣）。
若海盆地中的氧氣耗盡時，細菌會先用海水中次好的電子受體硝酸盐，會出現反硝化反应，而硝酸盐會快速消耗。細菌接下來會還原硫酸鹽，因此會產生副產物硫化氫（H2S)，這是對大多數生物都有毒的物質，其特徵是有臭雞蛋的臭味，顏色是深色的。
SO4−2 + H+1 → H2S +H2O + 化學能
若缺氧的海水重新得到氧氣，硫化物會再氧化形成硫酸鹽：
HS− + 2 O2 → HSO4−
在泥濘的海底常會有缺氧的情形，因為其中有大量的有機物質，而且含氧水流流到沈積物中的很少。距離地表幾公分的間隙水（沉積物之間的水）就是缺氧的了。
缺氧也會受到生物需氧量（BOD）影響，這是指生物在分解有機物質過程中需要的氧氣量。BOD會受生物種類、水的酸鹼度、溫度以及水中的有機物質影響。BOD會直接和水中的溶氧量有關，尤其是一些較小的水體（例如河和溪流）。若BOD增加，水中的氧氣量就會減少。這會影響水中的大型生物。BOD會因為天然原因及人工原因而產生，例如生物屍體、肥料、廢水以及城市的逕流。
波羅的海中，因為缺氧條件下的低分解速度，留下了相當多仍保留軟組織的化石（Lagerstätte）。

## 人工造成的水體缺氧
富营养化是指營養物（磷酸鹽或是硝酸鹽）的流入，多半是農業逕流或是污水排放的副產物。富营养化會造成大量但短暫的藻類繁殖。在藻華結束後，死去的藻類會沈積到水底，並且開始分解，並且消耗水中的氧氣，直到氧氣用盡為止。像墨西哥灣就會有季節性的死區，不過會受到颶風或熱帶低壓等氣象模式的干擾。污水排放（特別是有許多磷酸鹽或是硝酸鹽的污水），對生態多樣性的破壞特別的大。有些對缺氧條件敏感的物種會被其他比較耐缺氧的物種取代，因此就減少了生態多樣性。
富营养化及全球变暖的漸進式環境變化會大幅的改變有氧—缺氧區域。根據模式研究，這種變化會突然出現，會在以藍菌門為主的有氧狀態，以及硫酸鹽還原菌和光養着色菌目的缺氧狀態之間變換。

## 每天和每季的循環
水體的溫度會直接影響其溶氧量。依照亨利定律，當水溫昇高時，其溶氧量會下降。因此在小型水體會有每天的有氧－缺氧循環，大型水體會有季節性的有氧－缺氧循環。水體在一天中溫度最高的時候最容易有缺氧的問題，若以季節性來看，在夏季也容易出現缺氧。若水體有工業冷卻用的廢熱水排放，其溫度較水體的溫度要高，此情形會更加嚴重。
每天的循環也會受到光合作用的影響。夜間沒有陽光，植物無法進行光合作用產生氧氣，因此也會有缺氧的情形，在夜間會出現，在日出後一段時間是最嚴重的時期。

## 生物適應
生物體針對缺氧的沉積物，已發展出許多的適應機制。有些生物可以從較淺的水層中泵取氧氣，釋放到沉積物中，其他的適應方式包括可以在低氧環境下生存的特殊血紅蛋白，慢速活動以降低代謝率，以及與厭氧細菌的共生關係。多數的情形下，若該區域平常不是在缺氧狀態下，有毒H2S的出現都會降低生物的活動力，並且減少生態多樣性。